# Ternana Calcio 2013-2014
Questa voce raccoglie le informazioni riguardanti la Ternana Calcio nelle competizioni ufficiali della stagione 2013-2014.

## Stagione
Nella stagione 2013-2014 la Ternana disputa il 23º campionato di Serie B della sua storia. Raccoglie 51 punti che valgono il sedicesimo posto finale. Nel girone di andata con Mimmo Toscano in panchina la Dea raccoglie 22 punti, appena sopra la zona Play-out, poi nel girone di ritorno, dalla 22ª giornata è passata nelle mani di Attilio Tesser, pian piano risale la classifica, nel girone discendente mette insieme infatti 29 punti, raggiungendo senza troppi patemi l'obiettivo stagionale di mantenere la categoria. Con 19 reti firmate in campionato il molisano Mirco Antenucci è risultato il miglior marcatore di stagione dei rossoverdi. Nella Coppa Italia la Ternana esce subito dal torneo nel secondo turno, perdendo al Liberati (2-4) dopo i tempi supplementari, superata dal Lecce.

## Divise e sponsor
Il fornitore ufficiale di materiale tecnico per la stagione 2013-2014 è Macron, mentre gli sponsor di maglia sono Banca Mediolanum e Insieme Protagonisti; come inoltre accade per tutte le compagini della Lega Serie B, la squadra rossoverde sfoggia i marchi dei due top sponsor del campionato, NGM e Came, rispettivamente sul retro delle maglie e sui pantaloncini.
In questa stagione la Ternana propone come divisa casalinga un audace completo, molto lontano dai tradizionali canoni del club umbro. La maglia, che presenta una fitta rigatura rossoverde composta da undici pali, si caratterizza principalmente per l'uso del bianco riservato al colletto a polo e ai polsini, nonché per un grande "pannello" rosso che va a coprire la parte superiore di torace, spalle e maniche: questa soluzione stilistica non è stata generalmente gradita dalla tifoseria delle Fere, per via del rimando cromatico ai colori biancorossi degli storici rivali perugini – ancor più evidente nei pantaloncini e calzettoni che, novità dell'annata, passano dal classico nero al bianco (con dettagli rossi e verdi). La casacca da trasferta rispecchia invece i crismi, grazie a una maglietta bianca rifinita da alcuni inserti rossoverdi; in questo caso è stato inoltre rispolverato lo storico abbinamento coi pantaloni neri, molto in voga a Terni fino ai primi anni settanta. È infine presente una terza uniforme da gara che, come spesso accaduto negli anni precedenti, consiste in una muta grigia recante delle finiture rosse e verdi.
| Casa | Trasferta | Terza divisa |

## Organigramma societario
Area dirigenziale
- Patron: Edoardo Longarini
- Presidente e Amm. Delegato: Francesco Zadotti
- Direttore Sportivo: Vittorio Cozzella
- Segretario: Vanessa Fenili
- Resp. Relazioni Esterne: Elisabetta Manini

Area organizzativa
- Segreteria Amministrativa: Francesca Bernardini
- Segreteria Organizzativa: Francesca Caffarelli

Area comunicazione
- Area Comunicazione: Lorenzo Modestino
- Area Marketing: Vicario Communication

Area tecnica
- Allenatore: Domenico Toscano (fino al 31 dicembre 2013), poi Attilio Tesser
- Allenatore in seconda: Michele Napoli (fino al 31 dicembre 2013), poi Mark Tullio Strukelj
- Collaboratore tecnico: Luca Altomare (fino al 31 dicembre 2013)
- Preparatori atletici: Pietro La Porta (fino al 31 dicembre 2013), Luigi Garofalo, Edoardo Renosto (dal 31 dicembre 2013)
- Preparatore portieri: David Quironi (fino al 31 dicembre 2013), poi Leonardo Cortiula
- Luigi Coni - Team Manager

Area medica
- Michele Martella - Responsabile staff sanitario
- Fabio Muzi - Medico
- Roberto Incontri - Massaggiatore
- Michele Federici - Massaggiatore

### Rosa
Rosa aggiornata al 31 gennaio 2014.
| N. |                       | Ruolo | Calciatore           |
| -- | --------------------- | ----- | -------------------- |
| 1  | Italia (bandiera)     | P     | Andrea Sala          |
| 2  | Italia (bandiera)     | D     | Alberto Masi         |
| 3  | Italia (bandiera)     | C     | Antonio Zito         |
| 4  | Italia (bandiera)     | C     | Nicolas Viola        |
| 5  | Italia (bandiera)     | C     | Crocefisso Miglietta |
| 6  | Italia (bandiera)     | D     | Maurizio Lauro       |
| 7  | Italia (bandiera)     | A     | Mirco Antenucci      |
| 8  | Italia (bandiera)     | C     | Davide Carcuro       |
| 8  | Italia (bandiera)     | C     | Davide Gavazzi       |
| 9  | Italia (bandiera)     | A     | Gianluca Litteri     |
| 10 | Italia (bandiera)     | A     | Angelo Raffaele Nolé |
| 11 | Italia (bandiera)     | A     | Fabio Ceravolo       |
| 12 | Italia (bandiera)     | P     | Massimo Citino       |
| 13 | Italia (bandiera)     | D     | Pasquale Fazio       |
| 14 | Slovacchia (bandiera) | C     | Martin Valjent       |
| 15 | Italia (bandiera)     | C     | Fabio Ferrari        |

| N. |                         | Ruolo | Calciatore          |
| -- | ----------------------- | ----- | ------------------- |
| 15 | Australia (bandiera)    | C     | Carl Valeri         |
| 16 | Italia (bandiera)       | C     | Alessandro Bernardi |
| 17 | Italia (bandiera)       | C     | Raffaele Maiello    |
| 18 | Italia (bandiera)       | C     | Fabio Sciacca       |
| 19 | Italia (bandiera)       | D     | Biagio Meccariello  |
| 20 | Burkina Faso (bandiera) | C     | Salif Dianda        |
| 21 | Argentina (bandiera)    | A     | Luis Alfageme       |
| 22 | Italia (bandiera)       | P     | Alberto Brignoli    |
| 23 | Italia (bandiera)       | C     | Stefano Botta       |
| 23 | Italia (bandiera)       | C     | Giuseppe Russo      |
| 24 | Italia (bandiera)       | D     | Damiano Ferronetti  |
| 26 | Slovacchia (bandiera)   | D     | Pavol Farkaš        |
| 28 | Uruguay (bandiera)      | A     | Felipe Avenatti     |
| 29 | Uruguay (bandiera)      | C     | César Falletti      |
| 30 | Italia (bandiera)       | C     | Andrea Rispoli      |
| 31 | Italia (bandiera)       | C     | Daniele Paparusso   |

## Calciomercato

### Sessione estiva(dall'1/7 al 2/9)
| Acquisti | Acquisti           | Acquisti        | Acquisti                         |
| R.       | Nome               | da              | Modalità                         |
| -------- | ------------------ | --------------- | -------------------------------- |
| P        | Andrea Sala        | Pro Patria      | compartecipazione                |
| D        | Pavol Farkaš       | Chievo          | prestito con diritto riscatto    |
| D        | Damiano Ferronetti | -               | svincolato                       |
| D        | Alberto Masi       | Juventus        | compartecipazione (2 mln €)      |
| D        | Martin Valjent     | Dubnica         | definitivo                       |
| C        | Salif Dianda       | Verona          | risoluzione comproprietà         |
| C        | César Falletti     | Cerro           | definitivo                       |
| C        | Raffaele Maiello   | Napoli          | prestito con diritto riscatto    |
| C        | Daniele Paparusso  | Poggibonsi      | prestito con diritto di riscatto |
| C        | Andrea Rispoli     | Parma           | prestito                         |
| C        | Fabio Sciacca      | Catania         | prestito con diritto riscatto    |
| C        | Nicolas Viola      | Palermo         | compartecipazione                |
| C        | Antonio Zito       | Juve Stabia     | definitivo                       |
| A        | Mirco Antenucci    | Catania         | prestito con diritto riscatto    |
| A        | Felipe Avenatti    | River Plate (M) | definitivo (4,5 mln €)           |

| Cessioni | Cessioni           | Cessioni | Cessioni               |
| R.       | Nome               | a        | Modalità               |
| -------- | ------------------ | -------- | ---------------------- |
| P        | Stefano Ambrosi    | -        | fine carriera          |
| D        | Riccardo Brosco    | Pescara  | fine prestito          |
| D        | Matteo Ciofani     | -        | svincolato             |
| D        | Salvatore Ferraro  | -        | svincolato             |
| D        | Fabio Pisacane     | Avellino | definitivo             |
| C        | Angelo Bencivenga  | Parma    | fine prestito          |
| C        | Guido Di Deo       | -        | svincolato             |
| C        | Massimo Gotti      | -        | svincolato             |
| C        | Matteo Scozzarella | Atalanta | fine prestito          |
| C        | Luigi Vitale       | Napoli   | fine prestito          |
| A        | Riccardo Maniero   | Juventus | fine compartecipazione |
| A        | Antonino Ragusa    | Pescara  | fine prestito          |
| A        | Davide Sinigaglia  | -        | svincolato             |

### Sessione invernale(dal 3/1 al 31/1)
| Acquisti | Acquisti       | Acquisti  | Acquisti                         |
| R.       | Nome           | da        | Modalità                         |
| -------- | -------------- | --------- | -------------------------------- |
| C        | Davide Gavazzi | Sampdoria | prestito                         |
| C        | Giuseppe Russo | Lumezzane | prestito con diritto di riscatto |
| C        | Carl Valeri    | Sassuolo  | definitivo                       |

| Cessioni | Cessioni            | Cessioni       | Cessioni   |
| R.       | Nome                | a              | Modalità   |
| -------- | ------------------- | -------------- | ---------- |
| C        | Alessandro Bernardi | Lumezzane      | definitivo |
| C        | Stefano Botta       | Virtus Entella | definitivo |
| C        | Davide Carcuro      | Venezia        | definitivo |
| C        | Fabio Ferrari       | Bellaria       | prestito   |

## Risultati

### Serie B

#### Girone di andata
| Arbitro: | Saia (Palermo) |

|                      |           |  |
| Antenucci 35’ (rig.) | Marcatori |  |

| Arbitro: | Bruno (Torino) |

|                                     |           |                            |
| Di Roberto 74’ (rig.) Pellizzer 77’ | Marcatori | 65’ Alfageme 90’ Antenucci |

| Arbitro: | Ghersini (Genova) |

|                 |           |  |
| L. Castaldo 54’ | Marcatori |  |

| Arbitro: | Pairetto (Nichelino) |

|                      |           |                              |
| Antenucci 36’ (rig.) | Marcatori | 45+2’ Mitrović 47’ Di Cesare |

| Arbitro: | Baracani (Firenze) |

|               |           |               |
| Giannetti 67’ | Marcatori | 41’ Antenucci |

| Arbitro: | Gavillucci (Latina) |

|               |           |                        |
| Miglietta 77’ | Marcatori | 27’ Migliore 87’ Henty |

| Arbitro: | Roca (Foggia) |

|                           |           |             |
| Pavoletti 72’ Zecchin 86’ | Marcatori | 45’ Maiello |

| Arbitro: | Fabbri (Ravenna) |

|                |           |          |
| Ferronetti 56’ | Marcatori | 86’ Sowe |

| Arbitro: | Ostinelli (Como) |

|            |           |               |
| Amenta 76’ | Marcatori | 34’ Antenucci |

| Arbitro: | Abbattista (Molfetta) |

|                                                     |           |  |
| Antenucci 26’, 42’ Nolé 72’ Ceravolo 83’ Farkaš 87’ | Marcatori |  |

| Arbitro: | Maresca (Napoli) |

|                       |           |                                         |
| Antenucci 6’ Nolé 55’ | Marcatori | 9’ Pettinari 42’ Bidaoui 90’ De Giorgio |

| Arbitro: | La Penna (Roma) |

|               |           |           |
| Tabanelli 55’ | Marcatori | 74’ Lauro |

| Arbitro: | Ciampi (Roma) |

|          |           |  |
| Masi 84’ | Marcatori |  |

| Arbitro: | Manganiello (Pinerolo) |

|                        |           |              |
| Ragusa 12’ Maniero 88’ | Marcatori | 62’ Avenatti |

| Arbitro: | Chiffi (Padova) |

|                        |           |            |
| Antenucci 45+1’ (rig.) | Marcatori | 33’ Mangni |

| Arbitro: | Ghersini (Genova) |

|                 |           |          |
| Galano 11’, 33’ | Marcatori | 38’ Zito |

| Arbitro: | Saia (Palermo) |

|          |           |  |
| Masi 67’ | Marcatori |  |

| Arbitro: | Di Paolo (Avezzano) |

|                 |           |              |
| Vantaggiato 75’ | Marcatori | 70’ N. Viola |

| Arbitro: | Abbattista (Molfetta) |

|  |           |                               |
|  | Marcatori | 52’ M. Mancosu 90+4’ Nizzetto |

| Arbitro: | Roca (Foggia) |

|                |           |  |
| Morganella 56’ | Marcatori |  |

| Arbitro: | Pinzani (Empoli) |

|                      |           |                        |
| Masi 72’ Rispoli 89’ | Marcatori | 78’ (aut.) Meccariello |

#### Girone di ritorno
| Arbitro: | Minelli (Varese) |

|              |           |                                  |
| Memushaj 20’ | Marcatori | 26’ (rig.) Antenucci 69’ Rispoli |

| Arbitro: | La Penna (Roma1) |

|                           |           |           |
| Litteri 19’ Antenucci 40’ | Marcatori | 66’ Perez |

| Arbitro: | Aureliano (Bologna) |

|                      |           |               |
| Antenucci 55’ (rig.) | Marcatori | 60’ Galabinov |

| Arbitro: | Chiffi (Padova) |

|                     |           |             |
| And. Caracciolo 31’ | Marcatori | 74’ Litteri |

| Arbitro: | Bruno (Torino) |

|                           |           |                               |
| Antenucci 48’ Litteri 55’ | Marcatori | 71’ (rig.) Rosina 85’ Rosseti |

| Arbitro: | Maresca (Napoli) |

|                              |           |                             |
| Giannetti 31’ N. Ferrari 76’ | Marcatori | 51’ (rig.), 90+1’ Antenucci |

| Arbitro: | Ghersini (Genova) |

|                      |           |  |
| Zito 17’ Litteri 81’ | Marcatori |  |

| Arbitro: | Saia (Palermo) |

|                         |           |                                             |
| Lanzaro 40’ Doukara 75’ | Marcatori | 7’ (aut.) Benassi 14’ Antenucci 84’ Rispoli |

| Arbitro: | Di Paolo (Avezzano) |

|         |           |             |
| Zito 2’ | Marcatori | 38’ Paghera |

| Arbitro: | Minelli (Varese) |

|               |           |             |
| Sansovini 14’ | Marcatori | 13’ Gavazzi |

| Arbitro: | Candussio (Cervignano del Friuli) |

|               |           |          |
| Pettinari 48’ | Marcatori | 21’ Masi |

| Arbitro: | Baracani (Firenze) |

|  |           |                      |
|  | Marcatori | 6’ Succi 80’ Coppola |

| Arbitro: | La Penna (Roma) |

|           |           |  |
| Verdi 79’ | Marcatori |  |

| Arbitro: | Chiffi (Padova) |

|             |           |  |
| Maiello 35’ | Marcatori |  |

| Arbitro: | Borriello (Mantova) |

|                                             |           |                                                   |
| Granoche 67’ T. Bianchi 83’ Mazzarani 90+8’ | Marcatori | 70’ Miglietta 80’ (rig.) Antenucci 90+5’ Alfageme |

| Arbitro: | Aureliano (Bologna) |

|               |           |                                                         |
| Antenucci 17’ | Marcatori | 33’ Nadarević 39’ Ceppitelli 90+6’ (rig.) G. Delvecchio |

| Arbitro: | Bruno (Torino) |

|                             |           |  |
| Viviani 65’ Jefferson 90+2’ | Marcatori |  |

| Arbitro: | Cervellera (Taranto) |

|                        |           |            |
| Nolé 30’ Antenucci 49’ | Marcatori | 55’ Rocchi |

| Arbitro: | Pinzani (Empoli) |

|                          |           |          |
| Basso 33’ M. Mancosu 89’ | Marcatori | 48’ Nolé |

| Arbitro: | Pasqua (Tivoli) |

|             |           |                  |
| Rispoli 42’ | Marcatori | 19’, 30’ Belotti |

| Arbitro: | Minelli (Varese) |

|                 |           |                           |
| Fischnaller 12’ | Marcatori | 10’ Avenatti 75’ Alfageme |

### Coppa Italia

#### Secondo turno
| Arbitro: | Gavillucci (Latina) |

|                             |           |                                           |
| Farkaš 63’ Ferronetti 90+5’ | Marcatori | 4’, 77’ Zigoni 102’ Tundo 116’ Bellazzini |

## Statistiche
Statistiche aggiornate al 30 maggio 2014

### Statistiche di squadra
| Competizione | Punti | In casa | In casa | In casa | In casa | In casa | In casa | In trasferta | In trasferta | In trasferta | In trasferta | In trasferta | In trasferta | Totale | Totale | Totale | Totale | Totale | Totale | DR |
| Competizione | Punti | G       | V       | N       | P       | Gf      | Gs      | G            | V            | N            | P            | Gf           | Gs           | G      | V      | N      | P      | Gf     | Gs     | DR |
| ------------ | ----- | ------- | ------- | ------- | ------- | ------- | ------- | ------------ | ------------ | ------------ | ------------ | ------------ | ------------ | ------ | ------ | ------ | ------ | ------ | ------ | -- |
| Serie B      | 51    | 21      | 9       | 5       | 7       | 30      | 25      | 21           | 3            | 10           | 8            | 25           | 31           | 42     | 12     | 15     | 15     | 54     | 56     | -2 |
| Coppa Italia | -     | 1       | 0       | 0       | 1       | 2       | 4       | 0            | 0            | 0            | 0            | 0            | 0            | 1      | 0      | 0      | 1      | 2      | 4      | -2 |
| Totale       | -     | 22      | 9       | 5       | 8       | 32      | 29      | 21           | 3            | 10           | 8            | 25           | 31           | 43     | 12     | 15     | 16     | 56     | 60     | -4 |

### Andamento in campionato
| Giornata  | 1 | 2 | 3  | 4  | 5  | 6  | 7  | 8  | 9  | 10 | 11 | 12 | 13 | 14 | 15 | 16 | 17 | 18 | 19 | 20 | 21 | 22 | 23 | 24 | 25 | 26 | 27 | 28 | 29 | 30 | 31 | 32 | 33 | 34 | 35 | 36 | 37 | 38 | 39 | 40 | 41 | 42 |
| --------- | - | - | -- | -- | -- | -- | -- | -- | -- | -- | -- | -- | -- | -- | -- | -- | -- | -- | -- | -- | -- | -- | -- | -- | -- | -- | -- | -- | -- | -- | -- | -- | -- | -- | -- | -- | -- | -- | -- | -- | -- | -- |
| Luogo     | C | T | T  | C  | T  | C  | T  | C  | T  | C  | C  | T  | C  | T  | C  | T  | C  | T  | C  | T  | C  | T  | C  | C  | T  | C  | T  | C  | T  | C  | T  | T  | C  | T  | C  | T  | C  | T  | C  | T  | C  | T  |
| Risultato | V | N | P  | P  | N  | P  | P  | N  | N  | V  | P  | N  | V  | P  | N  | P  | V  | N  | P  | P  | V  | V  | V  | N  | N  | N  | N  | V  | V  | N  | N  | N  | P  | P  | V  | N  | P  | P  | V  | P  | P  | V  |
| Posizione | 5 | 5 | 13 | 14 | 17 | 17 | 20 | 19 | 19 | 15 | 18 | 18 | 13 | 17 | 17 | 18 | 16 | 17 | 18 | 19 | 16 | 15 | 14 | 15 | 16 | 16 | 16 | 16 | 13 | 13 | 13 | 13 | 17 | 17 | 16 | 16 | 16 | 16 | 16 | 16 | 16 | 16 |

Fonte:  Serie B – Classifiche, su sport.sky.it, Sky Sport. URL consultato il 2 settembre 2013 (archiviato dall'url originale l'11 settembre 2014).
Legenda:

Luogo: C = Casa; T = Trasferta. Risultato: V = Vittoria; N = Pareggio; P = Sconfitta.